# Сен-Пере (кантон)
Сен-Пере́ (фр. Saint-Péray) — кантон во Франции, находится в регионе Рона — Альпы, департамент Ардеш. Входит в состав округа Турнон-сюр-Рон.
Код INSEE кантона — 0819. Всего в кантон Сен-Пере входит 10 коммун, из них главной коммуной является Сен-Пере.

## Коммуны кантона

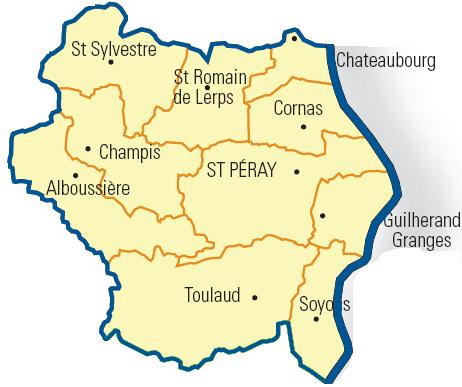
Карта кантона

| Коммуна          | Население, чел. (2006) | Почтовый индекс | Код INSEE |
| ---------------- | ---------------------- | --------------- | --------- |
| Альбусьер        | 756                    | 07440           | 07007     |
| Гильран-Гранж    | 10 880                 | 07500           | 07102     |
| Корна            | 2 082                  | 07130           | 07070     |
| Сен-Пере         | 7 002                  | 07130           | 07281     |
| Сен-Ромен-де-Лер | 540                    | 07130           | 07293     |
| Сен-Сильвестр    | 350                    | 07440           | 07297     |
| Суайон           | 1 936                  | 07130           | 07316     |
| Туло             | 1 501                  | 07130           | 07323     |
| Шампи            | 442                    | 07440           | 07052     |
| Шатобур          | 204                    | 07130           | 07059     |

## Население
Население кантона на 2006 год составляло 26 405 человек.
| 1962   | 1968   | 1975   | 1982   | 1990   | 1999   | 2006   | 2007 | 2008 |
| ------ | ------ | ------ | ------ | ------ | ------ | ------ | ---- | ---- |
| 11 623 | 15 240 | 17 968 | 20 387 | 23 441 | 25 693 | 26 405 | —    | —    |